# Италијански фашизам
Италијански фашизам (итал. fascismo italiano), познат и као класични фашизам или само фашизам, првобитна је фашистичка идеологија коју су у Италији развили Ђовани Ђентиле и Бенито Мусолини. Идеологија је повезана са низом од двије политичке странке које предводи Мусолини: Национална фашистичка странка (НФС), која је владала Краљевином Италијом од 1922. до 1943, и Републиканска фашистичка странка (РФС), која је владала Италијанском Социјалном Републиком од 1943. до 1945. године. Италијански фашизам је повезан са послијератним Италијанским социјалним покретом (ИСП) и каснијим италијанским неофашистичким покретима.
Италијански фашизам је био укоријењен у ултранационализму, националном синдикализму, револуционарном национализму и настојању да се обнове и прошире италијанске територије, што су италијански фашисти сматрали неопходним да нација потврди своју надмоћ и снагу и да избјегне пропадање. Италијански фашисти су такође тврдили да је савремена Италија насљедник Старог Рима и његовог насљеђа, и подржавали су стварање империјалне Италије како би се обезбједио spazio vitale („животни простор”) за колонизацију италијанских досељеника и за успостављање контроле над Средоземним морем.
Италијански фашизам се залагао за корпоративни економски систем, при чему су синдикати послодаваца и запослених повезани заједно у удружења како би заједнички представљали националне економске произвођаче и радили заједно са државом на успостављању националне економске политике. Овај економски систем је имао за циљ да ријечи класни сукоб кроз сарадњу између класа.
Италијански фашизам се супротстављао либерализму, нарочито класичном либерализму, који су фашистичке вође осудиле као „дебакл индивидуализма”. Фашизам се противио социјализму због његовог честог супротстављању национализму,  ако је такође био против реакционарног конзерватизма који је развио Жозеф де Местр. Сматрало се да је за успјех италијанског национализма потребно поштовање традиције и јасан осјећај заједничке прошлости међу италијанским народом, уз посвјећеност осавремењеној Италији.
У почетку су се многи италијански фашисти противи нацизму, јер фашизам у Италији није подржавао нордизам, а у почетни ни антисемитизам својствен националсоцијализму; међутим, многи фашисти, нарочито сам Мусолини, држали су расистичке идеје (нарочито антисловенство) које су биле уграђене у закон као званична политика током фашистичке владавине. Како су се Фашистичка Италија и Нацистичка Њемачка политички зближиле у другој половини 1930-их, италијански закони и политика постали су експлицитно антисемитски због нацистичког притиска (иако се антисемитски закони у Италији нису обично примјењавали), укључујући усвајање расних закона. Када су фашисти били на власти, прогањали су и неке језичке мањине у Италији. Осим тога, прогањани су Грци на Додеканезу и у сјеверном Епиру, који су тада били под италијанском окупацијом и утицајем.